# جودفري

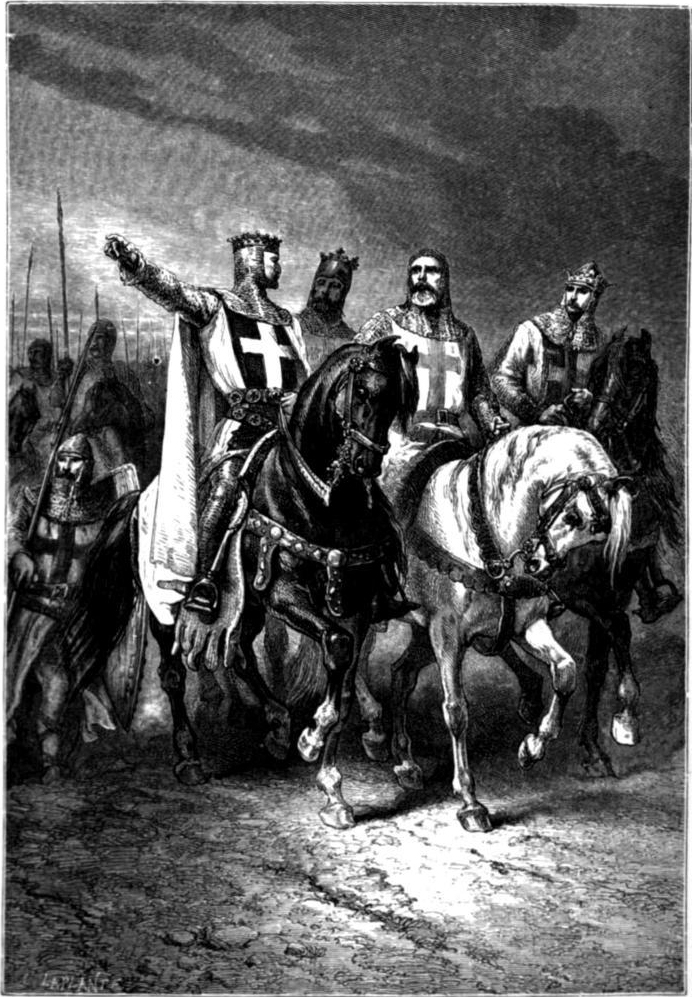
جودفري في الحملة الصليبية الأولى

جودفري (1060 - 18 يوليو 1100) حاكم مدينة بولون الواقعة جنوب لوكسمبورغ منذ 1076 أصبح بعدها دوقاً على اللورين السفلى في 1087 أشترك بالحملة الصليبية الأولى وشارك في حصار القدس في 1099 وأصبح أول ملك على مملكة بيت المقدس على الرغم من عدم إتخاذه لقب ملك مكتفياً بلقب حامي القبر المقدس، توفي عام 1100 وخلفه أخوه بلدوين الأول.

## النشأة
ولد جودفري في مدينة بولون حوالي عام 1060، وهو ثاني أبناء الكونت اوستاس كونت بويون من زوجته إيدا ابنة الدوق جودفري دوق اللورين السلفى، وباعتباره الابن الثاني كانت فرصة قليلة مقارنة مع شقيقه الأكبر وبدا ان مصيره سيكون مجرد فارس في خدمة أحد النبلاء الاثرياء من ملاك الأراضي، وبالرغم من ذلك فإ، خاله الدوق جودفري قد أوصى بعد وفاته عام 1076 أن يرثه جودفي في حكم دوقية اللورين السفلى وذلك بعد أن توفي دون أولاد.
وفي الواقع، كانت دوقية اللورين السلفى بالغة الأهمية للإمبراطورية الرومانية المقدسة وهو الأمر الذي جعل الإمبراطوار هنري الرابع بتنصيب ابنه كونراد دوقا على اللورين السفلى في حين مُنح جودفري عدد من المدن منها بولون وأنتويرب كاختبار لقدرته وولاءه .

## روابط خارجية
- جودفري على موقع الموسوعة البريطانية (الإنجليزية)